# Tugbach
Der Tugbach ist ein 1,5 Kilometer langer rechter und östlicher Zufluss der Birs.

## Geographie

### Verlauf
Der Tugbach entspringt auf einer Höhe von etwa 550 m ü. M. in einem Waldgelände östlich von Duggingen in der Hochwalder Flur Chesslet direkt an der Grenze zwischen den Kantonen  Solothurn und Basel-Landschaft.
Knapp einhundert Meter südwestwärts überschreitet der Bach die Grenze nach Basel-Landschaft. Er fließt nun durch die Waldflur Alti Gobe und wechselt dann bei der Flur Luegimatt in eine landwirtschaftlich genutzte Zone mit Äckern, Weiden und Wiesen.
Er passiert nun, zum großen Teil unterirdisch verdolt, die Ortschaft Duggingen und mündet schließlich in der Flur Gillmatte auf einer Höhe von etwa 302 m ü. M. von rechts in die Birs.

### Einzugsgebiet
Das 7,49 km² große Einzugsgebiet des Tugbachs liegt im Jura und wird durch ihn über die Birs und den Rhein zur Nordsee entwässert.
Es besteht zu 40,0 % aus bestockter Fläche, zu 49,9 % aus Landwirtschaftsfläche und zu 10,1 % aus Siedlungsfläche.
Flächenverteilung
Die mittlere Höhe des Einzugsgebietes beträgt 637,2 m ü. M., die minimale Höhe liegt bei 307 m ü. M. und die maximale Höhe bei 745 m ü. M.